# Aughrim, Galway
Aughrim (eller Aghrim) är en by i Irland, grevskapet Galway.
Aughrim är bekant för den drabbning, som ägde rum där den 12 juli 1691 och i vilken Vilhelm III:s trupper under Godert de Ginkell fullständigt segrade över Jakob II:s trupper under markisen av Saint-Ruth.